# Investidor qualificado
No mercado financeiro, um investidor qualificado é um investidor que, por conta de sua formação, experiência ou capital, possui habilidade ou condições adequadas para avaliar o risco de aplicações financeiras. 
Nos países que fazem essa distinção, ela é utilizada de diversas formas para regular o mercado, proteger o pequeno investidor e elevar a qualidade de investimentos. Isso é feito tanto impedindo o acesso a investimentos de alta complexidade a investidores que não reunem os critérios necessários, assim como limitando a atuação daqueles que já possuem essa condição. 

## Legislação

### Portugal
Em Portugal, o conceito de investidor qualificado, está definido no artigo 30º do Código dos Valores Mobiliários.

### Brasil
No Brasil, a condição de investidor qualificado é definida pela CVM no Arts. 9-A e 9-B da Instrução CVM n.º 554, que definem a figura do investidor profissional e do investidor qualificado. Segundo a instrução normativa, e salvas as formalidades exigidas para que a condição seja reconhecida, são considerados qualificados:
- Investidores que possuem investimentos em valor superior a 1 milhão de reais;
- Pessoas aprovadas em exames ou possuam certificações aprovadas pela CVM;
- Investidores não residentes no Brasil;
- Instituições financeiras e empresas de investimento (bancos, seguradoras, financeiras, clubes e fundos de investimento, etc.).

Ainda segundo a mesma instrução normativa, todos os investidores profissionais, são também considerados investidores qualificados. No entanto, somente são considerados profissionais os investidores com investimentos em valor superior a 10 milhões de reais, investidores não residentes, instituições financeiras e empresas de investimento.
No país, esse investidor tem acesso a produtos de investimento com maior complexidade, cuja oferta pode ser restrita um perfil de investidor específico. Devido às características desses investimentos, é comum que contem com gestão especial e até custos reduzidos se comparados a investimentos ofertados ao público em geral.